# New York Film Critics Circle Awards 1993
La 59ª edizione della cerimonia dei New York Film Critics Circle Awards, annunciata il 15 dicembre 1993, si è tenuta il 16 gennaio 1994 ed ha premiato i migliori film usciti nel corso del 1993.

## Vincitori e candidati

### Miglior film
- Schindler's List - La lista di Schindler (Schindler's List), regia di Steven Spielberg
- Lezioni di piano (The Piano), regia di Jane Campion
- Naked - Nudo (Naked), regia di Mike Leigh

### Miglior regista
- Jane Campion - Lezioni di piano (The Piano)
- Steven Spielberg - Schindler's List - La lista di Schindler (Schindler's List)
- Mike Leigh - Naked - Nudo (Naked)

### Miglior attore protagonista
- David Thewlis - Naked - Nudo (Naked)
- Anthony Hopkins - Quel che resta del giorno (The Remains of the Day) e Viaggio in Inghilterra (Shadowlands)
- Daniel Day-Lewis - Nel nome del padre (In the Name of the Father)

### Miglior attrice protagonista
- Holly Hunter - Lezioni di piano (The Piano)
- Ashley Judd - Ruby in paradiso (Ruby in Paradise)
- Emma Thompson - Quel che resta del giorno (The Remains of the Day)

### Miglior attore non protagonista
- Ralph Fiennes - Schindler's List - La lista di Schindler (Schindler's List)
- Leonardo DiCaprio - Buon compleanno Mr. Grape (What's Eating Gilbert Grape) e Voglia di ricominciare (This Boy's Life)
- John Malkovich - Nel centro del mirino (In the Line of Fire)

### Miglior attrice non protagonista
- Gong Li - Addio mia concubina (霸王别姬)
- Rosie Perez - Fearless - Senza paura (Fearless) e Qualcuno da amare (Untamed Heart)
- Jennifer Jason Leigh - America oggi (Short Cuts)

### Miglior sceneggiatura
- Jane Campion - Lezioni di piano (The Piano)
- Steven Zaillian - Schindler's List - La lista di Schindler (Schindler's List)
- Danny Rubin e Harold Ramis - Ricomincio da capo (Groundhog Day)

### Miglior film in lingua straniera
- Addio mia concubina (霸王别姬), regia di Chen Kaige • Cina/Hong Kong
- La storia di Qiu Ju (秋菊打官司), regia di Zhāng Yìmóu • Cina
- El patrullero, regia di Alex Cox • Messico

### Miglior documentario
- Visions of Light, regia di Arnold Glassman e Todd McCarthy
- The War Room, regia di Chris Hegedus e D. A. Pennebaker
- Rock Hudson's Home Movies, regia di Mark Rappaport

### Miglior fotografia
- Janusz Kamiński - Schindler's List - La lista di Schindler (Schindler's List)
- Michael Ballhaus - L'età dell'innocenza (The Age of Innocence)
- Stuart Dryburgh - Lezioni di piano (The Piano)